# Spinnekop (Amsterdam)
Spinnekop is een flatgebouw in de buurt Molenwijk, wijk Oostzanerwerf in Amsterdam-Noord.
Volgens de Basisregistratie Adressen en Gebouwen is Spinnekop geen straatnaam, maar een naam van een landschappelijk gebied. Spinnekop wordt namelijk omgeven door een parkachtige omgeving, die in haar geheel Molenwijk heet. Spinnekop kreeg per raadsbesluit van 24 januari 1968 haar naam. Het werd daarbij vernoemd naar een spinnenkopmolen; alle flatgebouwen in Molenwijk zijn vernoemd naar typen molens; het bijbehorend winkelcentrum heet De Wieken. 
Van boven af gezien vormt Spinnekop samen met flats Tjasker, Standerdmolen en Wipmolen een gevlucht of wiekenkruis. Parallel aan die terminologie ligt op de bovenas een parkeergarage. Spinnekop bestaat daarbij uit een bijna losstaand flatgebouw met tachtig woningen verspreid over tien bouwlagen boven een bouwlaag met gemeenschappelijke ruimten en toegang. Het ontwerp kwam van Klaas Geerts, gespecialiseerd in prefab betonnen gebouwonderdelen, zoals ook terug te vinden is in Amsterdam-Zuidoost.
Direct na oplevering werd voor de toegang de beeldengroep Drie pylonen van Ben Guntenaar geplaatst. In 1975 werd aan de flats in de wijk per flat een of meerdere artistieke kunstwerkjes van Pieter Holstein geplaatst in de vorm van emaille borden. In de loop der jaren verdwenen die weer, onduidelijk is of Spinnekop deze kunstwerkjes nog heeft. Bij een renovatie in het begin van de 21e eeuw werden alle flats voorzien van kleurrijke naamborden.  De flats worden gezien als monumentaal (orde 3), maar kregen vermoedelijk door de renovaties geen monumentenstatus.

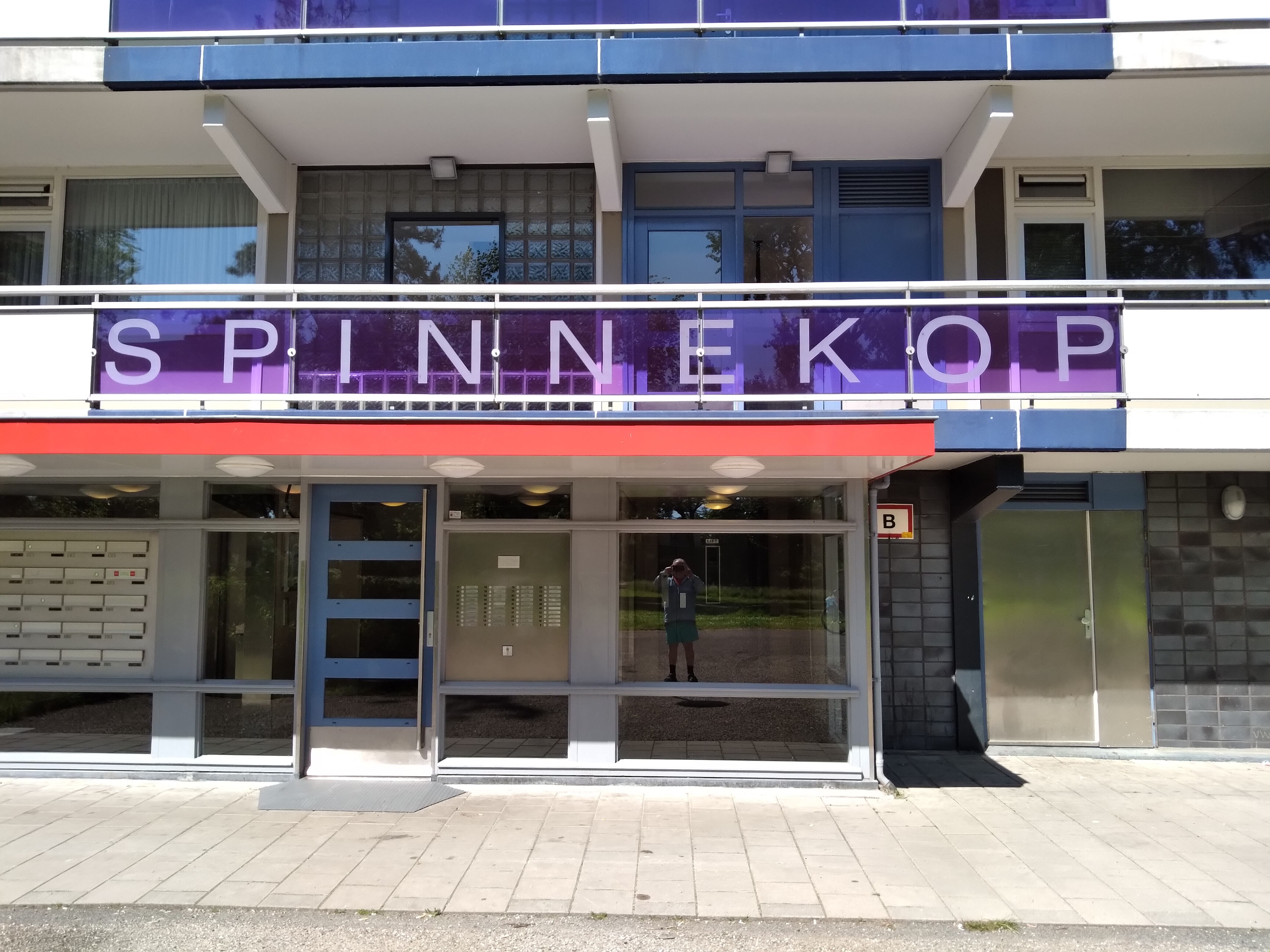
Naambord (juni 2021)